# Рожнятовські
Рожнятовські — шляхетські роди.

## Гербу Остоя

### Представники
- Ян з Добжиниць(-ів)
  - Барбара (пом. 1570), мати краківського земського судді Яна Неканди Трепки

## Гербу Сас
Давній рід у Руському воєводстві Корони.

### Представники
- N — згаданий у грамоті князя Федора Любартовича за 1411 рік[1]
- Фединь — учасник битви з татарами біля Дубного
- Олександр, мав прізвисько «Солома»
- Христофор — ротмістр
- Іван Домінік — магістр теології, перший пріор домініканського монастиря в Бучачі[2]
- Андрій — учасник битви під Хотином 1673
- Єлизавета (пом. 1683) — друга[3] дружина галицького підсудка Кшиштофа Стшемеського, була похована у домініканському костелі Львова
- N — бабка владики Йосифа Шумлянського

### Маєтності
Село Блищанівка в 1661 році